# J.P.ファイアライゼン
- J.P.フェイエレイセン
- J.P.ファイアーアイゼン

J.P.ファイアライゼン（英語: J. P. Feyereisen, 本名：ジョナサン・ポール・ファイアライゼン（Jonathan Paul Feyereisen, 1993年2月7日 - ）は、アメリカ合衆国ウィスコンシン州リバーフォールズ出身のプロ野球選手（投手）。右投右打。現在は、フリーエージェント（FA）。
アメリカ人ではあるが苗字のFeyereisenはルクセンブルクやベルギーに多く見られ、ドイツ語のFeuereisen(ファイアアイセン＝鍛冶屋)に由来する。Feyer(火)とeisen(鉄)の2単語から成る言葉なのでFeyer-eisen(ファイア-アイセン)と読むのが適切である。尚、英語発音はFIY-er-rye-zehnとなっているためファイアーライゼン(ファイヤーライゼン)が適切となる。

## 経歴

### プロ入りとインディアンス傘下時代
2014年のMLBドラフト16巡目（全体488位）でクリーブランド・インディアンスから指名されプロ入り。傘下のA-級マホーニングバレー・スクラッパーズでプロデビューし、15試合に登板して3勝0敗、防御率0.00、24奪三振の成績を記録した。
2015年はA級レイクカウンティ・キャプテンズで開幕を迎えた。シーズン途中にA+級リンチバーグ・ヒルキャッツへ昇格。2チーム合計で46試合に登板して1勝1敗、防御率2.08、56奪三振の成績を記録した。
2016年はAA級アクロン・ラバーダックスで開幕を迎えた。

### ヤンキース傘下時代
2016年7月31日にアンドリュー・ミラーとのトレードで、クリント・フレイジャー、ジャスティス・シェフィールド、ベン・ヘラーと共にニューヨーク・ヤンキースへ移籍した。移籍後は傘下のAA級トレントン・サンダーへ送られた。この年は移籍前と合わせて42試合に登板して7勝3敗、防御率1.70、78奪三振の成績を記録した。
2017年はAA級トレントンで開幕を迎えた。シーズン途中にAAA級スクラントン・ウィルクスバリ・レイルライダースに昇格。2チーム合計で37試合に登板して2勝3敗、防御率3.27、60奪三振の成績を記録した。
2018年はAAA級スクラントンで37試合に登板し、6勝6敗、防御率3.45、59奪三振の成績を記録した。
2019年もAAA級スクラントンで開幕を迎えた。

### ブルワーズ時代
2019年9月2日にブレニー・エスカニオとインターナショナル・ボーナス・プール（海外選手契約金枠）とのトレードで、ミルウォーキー・ブルワーズへ移籍した。オフには11月に開催された第2回WBSCプレミア12のアメリカ合衆国代表に選出された。その後、40人枠に登録された。
2020年は開幕ロースター入りした。開幕戦となった7月24日のシカゴ・カブス戦でメジャーデビュー。この試合でクリス・ブライアントからメジャー初奪三振を記録したが、続くアンソニー・リゾにソロ本塁打を浴びた。この年はメジャーで6試合に登板して0勝0敗、防御率5.79、7奪三振の成績を記録した。
2021年は開幕からセットアッパーを務め、5月中旬まで防御率0点台を記録するなど好投した。

### レイズ時代
2021年5月21日にウィリー・アダメス、トレバー・リチャーズとのトレードで、ドリュー・ラスムッセンと共にタンパベイ・レイズへ移籍した。
2022年オフの11月10日に60日間の故障者リストに登録された。12月13日にDFAとなった。

### 第一次ドジャース時代
2022年12月14日にトレードでロサンゼルス・ドジャースへ移籍した。
2023年は故障のリハビリのため全休した。
2024年3月20日に開幕ロースター入りした。3月21日の試合に登板し、約2年ぶりにMLBの公式戦に登板した。この試合では1回を投げて、被安打3、3失点と打ち込まれ、翌日AAA級オクラホマシティ・ベースボールクラブに降格した。これ以降、7月3日まで昇格と降格を交互に繰り返した。レギュラーシーズン終了後の10月10日にFAとなった。この年は前述の試合も含めて10試合に登板したものの、0勝1敗1セーブ、防御率8.18、9奪三振と首脳陣の期待に応えられなかった。また、登板数も自己最低であった。

### ダイヤモンドバックス時代
2025年3月15日にアリゾナ・ダイヤモンドバックスとマイナー契約を結んだ。契約後はそのままAAA級リノ・エーシズに配属された。
その後、アクティブロースター入りするも、2試合で防御率9.00と結果を残せず、4月27日にDFAとなった。

### 第二次ドジャース時代
2025年5月1日にドジャースとマイナー契約を結んだ。5月6日に昇格するが、わずか1試合の登板のみでマイナーへ降格した。再昇格後の登板となったアスレチックス戦でも2回6安打3失点と結果を残せず、1か月足らずの5月25日にDFAとなった。5月27日に自由契約となった。

## 選手としての特徴
| 球種           | 割合 | 平均球速 | 平均球速 | 最高球速 | 最高球速 |
| 球種           | %    | mph      | km/h     | mph      | km/h     |
| -------------- | ---- | -------- | -------- | -------- | -------- |
| フォーシーム   | 51.5 | 93.1     | 149.8    | 95.7     | 154.0    |
| スライダー     | 28.6 | 86.3     | 138.9    | 89.2     | 143.6    |
| チェンジアップ | 19.9 | 87.6     | 141.0    | 90.5     | 145.6    |
| シンカー       | 0.1  | 93.5     | 150.5    | 93.5     | 150.5    |

最速154km/h、平均150km/hのフォーシームが投球の約半分を占める。変化球はスライダーとチェンジアップ。

## 詳細情報

### 年度別投手成績
| 年 度    | 球 団    | 登 板 | 先 発 | 完 投 | 完 封 | 無 四 球 | 勝 利 | 敗 戦 | セ 丨 ブ | ホ 丨 ル ド | 勝 率 | 打 者 | 投 球 回 | 被 安 打 | 被 本 塁 打 | 与 四 球 | 敬 遠 | 与 死 球 | 奪 三 振 | 暴 投 | ボ 丨 ク | 失 点 | 自 責 点 | 防 御 率 | W H I P |
| -------- | -------- | ----- | ----- | ----- | ----- | -------- | ----- | ----- | -------- | ----------- | ----- | ----- | -------- | -------- | ----------- | -------- | ----- | -------- | -------- | ----- | -------- | ----- | -------- | -------- | ------- |
| 2020     | MIL      | 6     | 0     | 0     | 0     | 0        | 0     | 0     | 0        | 0           | ----  | 37    | 9.1      | 4        | 3           | 5        | 0     | 1        | 7        | 0     | 0        | 6     | 6        | 5.79     | 0.96    |
| 2021     | MIL      | 21    | 0     | 0     | 0     | 0        | 0     | 2     | 0        | 9           | .000  | 77    | 19.1     | 10       | 2           | 11       | 0     | 0        | 20       | 1     | 0        | 9     | 7        | 3.26     | 1.09    |
| 2021     | TB       | 34    | 0     | 0     | 0     | 0        | 4     | 2     | 3        | 6           | .667  | 157   | 36.2     | 26       | 3           | 22       | 0     | 0        | 33       | 2     | 0        | 14    | 10       | 2.45     | 1.31    |
| '21計    | TB       | 55    | 0     | 0     | 0     | 0        | 4     | 4     | 3        | 15          | .500  | 234   | 56.0     | 36       | 5           | 33       | 0     | 0        | 53       | 3     | 0        | 23    | 17       | 2.73     | 1.23    |
| 2022     | TB       | 22    | 2     | 0     | 0     | 0        | 4     | 0     | 1        | 7           | 1.000 | 86    | 24.1     | 7        | 0           | 5        | 0     | 0        | 25       | 0     | 0        | 1     | 0        | 0.00     | 0.49    |
| 2024     | LAD      | 10    | 0     | 0     | 0     | 0        | 0     | 1     | 1        | 0           | .000  | 48    | 11.0     | 11       | 3           | 5        | 0     | 1        | 9        | 0     | 0        | 10    | 10       | 8.18     | 1.45    |
| MLB：4年 | MLB：4年 | 93    | 2     | 0     | 0     | 0        | 8     | 5     | 5        | 22          | .615  | 405   | 100.2    | 58       | 11          | 48       | 0     | 2        | 94       | 3     | 0        | 40    | 33       | 2.95     | 1.05    |

- 2024年度シーズン終了時

### ポストシーズン投手成績
| 年 度     | 球 団     | シ リ ｜ ズ | 登 板 | 先 発 | 勝 利 | 敗 戦 | セ ｜ ブ | 打 者 | 投 球 回 | 被 安 打 | 被 本 塁 打 | 与 四 球 | 敬 遠 | 与 死 球 | 奪 三 振 | 暴 投 | ボ ｜ ク | 失 点 | 自 責 点 | 防 御 率 |
| --------- | --------- | ----------- | ----- | ----- | ----- | ----- | -------- | ----- | -------- | -------- | ----------- | -------- | ----- | -------- | -------- | ----- | -------- | ----- | -------- | -------- |
| 2021      | TB        | ALDS        | 3     | 0     | 0     | 1     | 0        | 17    | 3.2      | 6        | 0           | 0        | 0     | 0        | 2        | 0     | 0        | 1     | 1        | 2.45     |
| 出場：1回 | 出場：1回 | 出場：1回   | 3     | 0     | 0     | 1     | 0        | 17    | 3.2      | 6        | 0           | 0        | 0     | 0        | 2        | 0     | 0        | 1     | 1        | 2.45     |

- 2024年度シーズン終了時

### 年度別守備成績
| 年 度 | 球 団 | 投手（P） | 投手（P） | 投手（P） | 投手（P） | 投手（P） | 投手（P） |
| 年 度 | 球 団 | 試 合     | 刺 殺     | 補 殺     | 失 策     | 併 殺     | 守 備 率  |
| ----- | ----- | --------- | --------- | --------- | --------- | --------- | --------- |
| 2020  | MIL   | 6         | 0         | 1         | 0         | 0         | 1.000     |
| 2021  | MIL   | 21        | 3         | 1         | 0         | 0         | 1.000     |
| 2021  | TB    | 34        | 3         | 1         | 0         | 0         | 1.000     |
| '21計 | TB    | 55        | 6         | 2         | 0         | 0         | 1.000     |
| 2022  | TB    | 22        | 1         | 0         | 0         | 0         | 1.000     |
| 2024  | LAD   | 10        | 2         | 1         | 0         | 0         | 1.000     |
| MLB   | MLB   | 93        | 9         | 4         | 0         | 0         | 1.000     |

- 2024年度シーズン終了時

### 背番号
- 54（2020年 - 2021年途中）
- 34（2021年途中 - 2022年）
- 45（2024年）
- 61（2025年 - 2025年4月27日）
- 40（2025年5月1日 - 2025年5月25日）

### 代表歴
- 2019 WBSCプレミア12 アメリカ合衆国代表